# Gharbouria libanica
Gharbouria libanica è un pesce osseo estinto, appartenente ai teleostei. Visse nel Cretaceo superiore (Cenomaniano, circa 95 milioni di anni fa) e i suoi resti fossili sono stati ritrovati in Libano.

## Descrizione
Questo piccolo pesce raramente superava i 5 centimetri di lunghezza, e il suo aspetto assomigliava vagamente a quello di un'aringa. Era dotato di una pinna dorsale posta poco prima della metà del corpo, corta e alta; la pinna anale era arretrata e simile a quella dorsale. Le pinne pettorali erano situate molto in basso, lungo i fianchi, mentre le pinne pelviche erano a metà del corpo. Le due ossa che componevano la mascella superiore erano l'una sdentata (mascellare), l'altra dotata di minuscoli denti appuntiti (premascella). 

## Classificazione
Gharbouria libanica venne descritto per la prima volta nel 1988 da Gayet, sulla base di resti fossili ritrovati nella zona di Aïn-el-Ghârboûr in Libano, in terreni risalenti al Cenomaniano. Inizialmente Gayet ascrisse questa specie ai salmoniformi, ma successivi studi hanno indicato che Gharbouria era un euteleosteo basale, soltanto vicino all'origine dei salmoniformi basali. Altre forme affini erano Gaudryella e Ginsburgia, anch'esse provenienti dal Libano.